# 제8회 광화문국제단편영화제
제8회 광화문국제단편영화제는 2010년 11월 4일에 열린 시상식이다.

## 수상 및 후보

### 대상
- 몸 속에 흐르는 음악 - 알렉산드루 마브로디네아누 수상

### 최우수 해외작품상
- 머리카락 - 줄리앙 하라드 수상

### 최우수 국내작품상
- 수학여행 - 김희진 수상

### 애니메이션상
- 빅 뱅 빅 붐 - 블루 수상

### 아시프 관객심사단상
- 덕 크로싱 - 콜도 알만도즈 수상

### 단편의 얼굴상
- 아따쿨 - 이희찬 수상

### 크링상
- 피멍 - 루이즈 드 프레몽빌 수상

### 맥스무비상
- 더 브라스 퀸텟 - 유대얼 수상

### 문화체육관광부장관상
- 더 픽쳐스 - 이병협 수상

### 국제경쟁부문
- 910712희정 - 유원상
- 나누기 - 김주현
- 날강도 - 류현경
- 내 맘도 몰라주고 - 장은연
- 먹다 - 장승욱
- 아침에 - 김수환
- 장미맨션 - 신현탁
- 팀워크 - 홍서연
- Birthday Party - 조주상
- 하트 - 오수형
- Poor Guys - 성다솜
- 차이나타운에 관한 5가지 레슨과 9가지 질문 - 쉘리 실버
- 천국 이야기 - 푸티퐁 아룬펜
- Akira's Friend - Yukiyasu Asano
- 불편한 문제 - 젠크 에르튜르크
- 앵그리 맨 - 아니타 킬리
- 프레임 저편에 - 막심 크숀다
- 용감한 당나귀 - 게이손 타벳
- 이제 안녕 - 에이딘 오설리반 외 1명
- 차요의 집 - 주세페 솔라노
- 머리카락 - 비누 촐리파람빌
- Daniel's journey - LUIS ZAMORA PUEYO
- 마이클 나이트 아저씨가 냉전을 끝냈나요? - 스테판 알트리슈테
- 하노이-바르샤바 - 카타르지나 크림키에비치
- 아이 러브 루시 - 콜린 케네디
- 아무도 몰라 - 이다 빈딩스타드
- 럭키 걸 - 알렉산드라 그리마니스
- 엄마는 외계인 2 - 몬스터 - 키스 엔지
- On Air - Carsten Vauth 외 1명
- 시간 보내기 - 라우라 비스푸리
- 사랑의 지진 - 텡 텡 웡
- 쇼트 - 다이로 세르반테스 두케
- 미안해, 널 사랑해 - 레티시아 도레라
- 배불뚝이 - 필리프 그라마티코풀로스
- 리틀 나치 - 페트라 뤼쇼우
- 미니츠 더 아워스 - 자나이나 마르쿠즈
- 피자 미라클 - 토니 그리소니
- 소울 디텍티브 - 다비 데 올리베이라 핀헤이로
- 인생 스토리 - 피에르 페리에르
- 목소리가 사라질 때까지 - 샘 그리피스
- 터치 - 젠 맥고완
- 벽보이 - 사샤 에팅거-엡스타인
- 화이트 시추에이션 - 소헤일라 고레스타니
- 보라색 옷의 여인 - 이고르 드랴차
- 무덤가 - 강경태

### 특별프로그램
- 본보야지: 월드투어 2008 - 조민석
- 인어가 된 엄마 - 오태돈
- 유치찬란한 신데렐라 - 이종우
- 마음이 따뜻해 지는 한국여행 - 한동욱
- 바람새 - 황지은
- 디올 옴므 랑콩트르 - 가이 리치
- 그녀의 손길 - 왕가위
- 레이디 블루 상하이 - 데이빗 린치
- 미스 디올 셰리 & 메이킹 - 소피아 코폴라
- 선물 - 김지운
- 선더 퍼펙트 마인드 - 조던 스콧
- 여자는 두 번 플레이 한다 - 무일푼 여인 - 유키사다 이사오
- 여자는 두 번 플레이 한다 - 단조로운 여인 - 유키사다 이사오
- 여자는 두 번 플레이 한다 - 꿈의 여인 - 유키사다 이사오
- 여자는 두 번 플레이 한다 - 목요일의 여인 - 유키사다 이사오
- 우물 안 개구리 - 오치아이 켄
- 염소의 나들이 - 나카무라 류고
- 클로버 애브뉴를 따라서 - 오카다 히사유키
- ORAESA-KE (COME HOME) - NAGASAWA Aki
- 미래 속 과거 - 콘도 카즈히코
- 바다에서 바라본 곳 - 쇼지 히로시
- 필라멘트 - 신영현
- 제가 할께요 - 콴
- 마지막 담배 - 김유영
- 찰나 - 박병환
- She... - 요한
- 투명한 강 - 이사강
- 내일 또 와주겠어? - 강종명 외 1명